# Ведміцький Олександр Микитович
Олекса́ндр Мики́тович Ведмі́цький  (*Прилуки, Полтавська губернія — Орськ) (10 (22) грудня 1894 , Прилуки, Полтавська губернія  — 18 жовтня 1961 , Орськ, Оренбурзька область ) — український літературознавець, поет, журналіст. Автор вінка сонетів. Жертва окупаційного терору. Переховувався від переслідувань російських каральних органів на території РСФСР, де й помер.

## Біографія
Уродженець Прилуки Полтавської губернії (нині — Чернігівська область). Після закінчення Полтавського Вчительського Інституту працював сільським вчителем, писав оповідання з селянського життя.
Автор книжки «Т. Г. Шевченко в Оренгбурзкой ссылке» (Оренбург, 1960) і статей «Т. Шевченко та критика» (1933), «Поема Тараса Шевченка „Марія“» (1940), «Поема Тараса Шевченка „Неофіти“» (1947), «Т. Шевченко на Аральському морі» (1958), «В Орській фортеці» (1961) та інші.
За словами відомого філолога Юрія Коваліва, він, «плужанин», переживав внутрішнє роздвоєння між «романтикою буднів» та іншими вимогами соціально ангажованої «пролетпоезії» і спробами прищепити їй високу версифікаційну техніку. Він змушений був постійно балансувати між двома несумісними системами. Дебютувавши у колективній збірці «Під загравою повстань» (1923, Прилуки), поет не лише засвідчив прихильність до ідеологічних стереотипів більшовицького змісту («Метеори», «Електорплуг», «Жовтневе», «Огні Октября», «Йдемо вперед», «На заводах», «На день роковин Т. Г. Шевченка», «Берези» тощо). Виявляючи в собі стихію революціонізованого плебсу («Вперед, за сонячні ідеї, / Ідуть плебеї!..»), він виголошував нігілістичне ставлення до культури в дусі футуристів й революційних романтиків. О. Ведміцький згодом позбувся планетарного месіанізму, як і слідів навчання у Г. Чупринки. Прихильник твердих строфічних форм, неприйнятних для «пролетпоезії», навіть проголошених «буржуазними», О. Ведміцький творчо полемізував, спростовував примітивні уявлення про принципи віршування.
О. Ведміцький свідомо відійшов від поезії, згодом реалізував себе в науці. В 1938 захищає при Ленінградському педагогічному інституті імені Герцена кандидатську дисертацію, а в 1939 одержує кафедру російської літератури в Ставропольському педагогічному інституті.